# West Dean (Sussex de l'Ouest)
Pour les articles homonymes, voir West Dean.
West Dean est un village et une paroisse civile du Sussex de l'Ouest, en Angleterre. Il est situé à 8 km au nord de la ville de Chichester et à quelques kilomètres à l'ouest du village de East Dean. Administrativement, il relève du district de Chichester. Au recensement de 2011, il comptait 481 habitants.